# 大津市立志賀中学校
大津市立志賀中学校（おおつしりつ しがちゅうがっこう）は、滋賀県大津市南船路にある公立中学校。

## 概要
比良山麓の大津市南船路に位置し、3万9千平方メートルの敷地を有する。鉄筋三階建の4棟からなり、屋内体育館が設置されている。校区が広いため全生徒の約8割が湖西線を利用して通学する。
中学校の名前にある「志賀」の名前は木戸出身で行司の祖とされる志賀清林の名に由来する。校章は志賀清林や志賀町（当時）の「志」を図案化したもので、「学を志す」という意味を込めている。

## 沿革
- 1947年（昭和22年） - 滋賀郡和邇村立和邇中学校と木戸村立木戸中学校が合併し、和邇村・木戸村学校組合立志賀中学校となる。
- 1949年（昭和24年）7月5日 - 小松村立小松中学校と合併する。合併後も「小松校舎」として1977年（昭和52年）まで存続する。
- 1953年（昭和27年）4月 - 和邇村大字今宿（現：大津市今宿）に新校舎が建設され、和邇校舎（旧：和邇中学校）と木戸校舎（旧：木戸中学校）が統合される[3]。
- 1955年（昭和30年）10月1日 - 和邇村・木戸村・小松村が合併して志賀町が発足したことにより、志賀町立志賀中学校と改称する。
- 1977年（昭和52年）4月4日 - 和邇地区の本校と北小松地区の分校（小松校舎）が統合される[1]
- 2006年（平成18年）3月20日 - 志賀町が大津市に編入され、志賀町が廃止されたことにより、大津市立志賀中学校と改称する。
- 2010年度から「協同的な学びのある授業づくり」を掲げ、2012年度からすべての授業でコの字型に座席を配して生徒の発言が教室全体に届くよう配慮されている(尚2020年からは新型コロナウィルス感染拡大防止の観点から通常の中学校の座席配置で授業を行っている。)[4]。

### 志賀中学校統合問題
現在の志賀中学校が建設されるまでは和邇地区の今宿に志賀中学校が置かれ、分校が南小松に位置した。しかし、こうした分校がある状態は志賀町の教育や財政にとって非効率な状態であったため、本校と分校を統合して新しい中学校を建設する計画が持ち上がり、1972年（昭和47年）に志賀中学校建設促進委員会がが設置された。志賀町内に複数の建設候補地が上がったが、一本化することができず、添田弘之町長（当時）に一任された。1973年（昭和48年）4月17日に開かれた臨時の町議会で、当時位置していた志賀町の南部では地価が高騰しているため現時点での中学校建設は困難とし、木戸地区の蓬莱付近に建設することを表明した。そして、関係議案は同年6月の議会で多数決により議決された。この決定に対して、和邇地区は当初反対の意を表明していたが、びわ湖ローズタウンの建設に伴い和邇地区にも中学校を新設する予定であり、そのために基金を積み立てるという町長の言質によって移転に同意した。しかし、基金積立条例案は志賀町北部の議員が多数工作を起こして採決が引き延ばされ、同年11月には町長の発言に反するとして「中学校移転反対期生同盟」の結成に至る。移転同意の条件である南部地区での中学校建設のための基金案は議会で曖昧にされ、継続審議となった。その結果、同盟は町長に対し、和邇地区の全役職者に対して辞表を提出、町行政事務のボイコット、納税拒否などの分町運動を展開するようになる。事態を重く見た滋賀県が収拾に乗り出し、「現校舎は和邇校舎として存続すること」「老朽化した現校舎は早急に改修すること」「びわ湖ローズタウンの公共投資金約2億6000万円は和邇校舎建設の基金に積み立てる」の3条件を提示した。これに対して、和邇地区はこの案に従う意向を示したが、北部の小松地区選出の町議が中学校統合にはならないとして反発し、町長も1974年（昭和49年）3月22日の定例協議会で3条件を撤廃して別の妥協案を見出すと表明した。事態の深刻化が懸念されたが、県は円満解決を強く求め、3月26日に町長と同盟会が3条件を再確認し交換文書に調印、同日に町議会も了承した。
1974年（昭和49年）6月には町長改選の選挙が行われ、中学校統合問題を争点とし4人が立候補したが、旧木戸村蓬莱地区に新校舎を建設すると公約を掲げた現職の添田が町長に再選された。1978年（昭和53年）の統合開校を目指して地主30人から約4万平方メートルの用地買収も開始された。この時、和邇地区は滋賀県提示の調停案が守られていないとして再び建設に反対していたが、1975年（昭和50年）6月19日に県知事の武村正義が立会人として「和邇地区に1校を新設する」「1977年（昭和52年）までに建設に着手する」「1979年（昭和54年）4月には開校する」「協定不履行の場合は和邇地区の分町を認める」などとした協定書が志賀町と和邇地区で調印された。しかし、用地買収では一部の地主から同意が得られず、10月7日には一部未買収のまま起工式が行われた。用地買収の難航に重なり、買収に絡んだ不正疑惑も持ち上がり、1976年（昭和51年）1月6日に和邇地区の代表7名が地方自治法に基づいて監査請求を町監査委員会に請求した。一方で、町長は事実無根であると声明を前年12月22日に表明しており、監査請求が出された翌々日の1月8日には用地買収の目途が立たないことから辞意を表明した。また、監査委員も町長不在のなかで辞意を表明し、町政は混乱した。1976年（昭和51年）2月22日に町長選挙の投票が行われ、元町長の山本忠八が当選した。新町長は統合中学の建設を進める一方、町と和邇地区で交わした協定書通り和邇中学校を昭和52年度に町独自の予算で着工したいとし、建設費としてびわ湖ローズタウンから1億円を基金にすると表明した。こうして、1977年（昭和52年）4月4日に統合中学校が完成した。

## 通学区域
- 大津市立小松小学校、大津市立木戸小学校、大津市立和邇小学校及び大津市立小野小学校の通学区域[13]。

## 著名な卒業生
- 中本哲也（お笑い芸人、テツandトモのボケ担当）
- 田中聡（プロ野球選手）
- 矢島卓郎（サッカー選手）
- 小熊凌祐（プロ野球選手・中日ドラゴンズ）
- はなお（YouTuber、はなおでんがん）